# Lucca Film Festival
Il Lucca Film Festival (sigla LFF), chiamato in passato anche Lucca Film Festival e Europa Cinema, è un evento che si svolge a Lucca dal 2005, a cadenza annuale, di celebrazione e diffusione della cultura cinematografica affrontando gli apparenti contrasti tra Cinema d'essai, sperimentale e mainstream nella più ampia categoria dell'opera d'arte. Il festival propone proiezioni, mostre, convegni e performance, spaziando dal cinema mainstream al cinema d'autore.
La città di Lucca si anima di una molteplicità di autori, artisti e professionisti che partecipano a incontri, dibattiti, mostre e proiezioni. Sono stati ospiti registi, attori, critici e artisti internazionali del cinema, quali David Lynch, David Cronenberg, Oliver Stone, Terry Gilliam, William Friedkin, Paul Schrader, George Romero, Susan Sarandon, Ethan Hawke, Matthew Modine, Isabelle Huppert, Stefania Sandrelli, Chiara Mastroianni, Valeria Golino,  Laura Morante, Joe Dante, Gaspar Noé, Jeremy Irons,  Martin Freeman, Giuseppe Tornatore, Marco Bellocchio, Paolo Sorrentino, Gabriele Salvatores, Pupi Avati, Paolo Virzì, Willem Dafoe, Rutger Hauer, Philip Gröning, Michel Ocelot, Alfonso Cuarón, Matt Dillon, Elio Germano, Thomas Vinterberg, Ruben Östlund, Sandra Milo, Aubrey Plaza, Aleksandr Sokurov, Alba Rohrwacher, Silvio Orlando, Kenneth Anger, Jonas Mekas, Tsai Ming-liang, Michael Snow, Paolo Taviani, Robert Cahen, Lou Castel, Abel Ferrara, Philippe Garrel, György Pálfi, Antoni Padrós, Benedek Fliegauf, Peter Greenaway, John Boorman e tanti altri.

## Storia e contenuti
Il Festival, fin dalla sua nascita, promuove una cultura cinematografica dalla pluralità di sguardi, stili, prospettive. Nella città di Lucca sono chiamati molteplici autori, artisti, professionisti per dialogare con il pubblico attraverso incontri, dibattiti, mostre, proiezioni ed eventi dal vivo.
Il Lucca Film Festival nasce nel 2004 su iniziativa di Nicola Borrelli, allora ventunenne e laureando presso la Facoltà di Lettere e Filosofia dell'Università di Bologna. Nicola coinvolge da subito i suoi genitori Marco Borrelli e Rosita Pieroni, insieme agli amici Stefano Giorgi e molti altri. Viene quindi costituita l'associazione culturale VI(S)TA NOVA. Il 2009 ha visto la costituzione e la conseguente registrazione del marchio Lucca Film Festival, rinnovato nel 2019, la cui unica titolare è Rosita Pieroni.
L'associazione nel 2005 ha ricevuto un primo sostegno dalla Banca Toscana, dal Comune di Lucca, dalla Provincia di Lucca e dalla Fondazione Cassa di Risparmio di Lucca, che nel 2013 è infine diventata il principale e il più importante sostenitore della manifestazione. Già nel 2006 si erano aggiunti, in qualità di finanziatori, la Fondazione Banca del Monte di Lucca ed anche alcuni privati. Il Festival attualmente è sostenuto da numerosi soggetti locali e internazionali.
Le programmazioni realizzate dalla Direzione Artistica nel corso degli anni hanno rivolto particolare attenzione al cinema sperimentale, affiancando alla regolare programmazione di proiezioni e incontri, alcune attività multidisciplinari, rivolte alla contaminazione del cinema con le altre arti. Sono stati ospiti del Festival registi e artisti sperimentali come Kenneth Anger (2006), Michael Snow (2007), Jonas Mekas (2008), Christian lebrat (2008) e Robert Cahen (2009), Boris Lehman (2011), Philippe Garrel (2012). Grazie alla collaborazione con alcuni di questi artisti sono state realizzate inoltre tre mostre (Snow, Mekas, Cahen) in anteprima italiana, allestite presso la Fondazione Ragghianti di Lucca e prodotte dalla Fondazione stessa in collaborazione con il Festival. Una quarta mostra è stata invece realizzata insieme Christian Lebrat, che è stato omaggiato nel 2008 da un percorso di installazioni e proiezioni avvenute all'interno della Ex Manifattura Tabacchi di Lucca. La programmazione si caratterizza fin da allora dall'unione di cinema d'autore internazionale - Abel Ferrara ospite nel 2010 – e contaminazioni della ricerca sperimentale.
Quello della ricerca è un tema che il Festival ha sviluppato grazie a vari progetti, alcuni dei quali hanno permesso inoltre la riscoperta e la corretta storicizzazione di artisti e pionieri del cinema sperimentale. Nel 2007, ad esempio, il Presidente insieme ad un gruppo di membri dell'Associazione, grazie anche al sostegno dei ricercatori universitari Pia Bolognesi e Giulio Bursi, ha avviato un percorso di ricerca dedicato al lavoro del lucchese Aldo Tambellini, emigrato da giovane negli Stati Uniti d'America dopo la seconda guerra mondiale e divenuto uno dei maestri della sperimentazione artistica degli anni Sessanta, Settanta e Ottanta. Sempre nel 2007, il Festival ha allestito una mostra dedicata ai quadri, alle poesie e ai cortometraggi di Tambellini, che per la prima volta dalla sua infanzia tornava a Lucca.
Il percorso di riscoperta realizzato è stato coronato da un percorso multimediale presso la Tate Modern di Londra.
I maggiori riscontri di pubblico e stampa, raggiunti fra il 2005 e il 2012, hanno attirato l'attenzione di numerosi sponsor, che hanno scelto di sostenere la manifestazione, come ad esempio è avvenuto con la fondamentale collaborazione che è stata avvitata con la Regione Toscana.
Nel 2013, grazie alla Fondazione Cassa di Risparmio di Lucca, per la prima volta la Direzione Artistica ha ottenuto le risorse per coinvolgere un grande autore della storia del cinema: Peter Greenaway. L'edizione 2013 ha visto infatti la produzione originale di 35 minuti di cinema architetturale realizzata dal regista inglese per il Festival e la Fcrl. Il video è stato girato in studio a Lucca, in collaborazione con la Compagnia di teatro e danza Aldes (Porcari), con attori e danzatori italiani, ed è stato infine proiettato durante due serate del Lucca Film Festival sulla facciata della chiesa di San Francesco, di cui era da poco terminato il restauro realizzato dalla stessa Fcrl.
Grazie alla collaborazione fra Greenway e la manifestazione lucchese, nel 2013 è anche nata la sceneggiatura di Lucca Mortis, film con protagonista Morgan Freeman in corso di realizzazione, con il supporto del Festival.
Il 2013 è anche l'anno in cui il Festival si è aperto, individuando nuovi e specifici finanziatori, anche ad attività performative e multidisciplinari, con la creazione della festa intitolata Lucca Effetto Cinema. Stefano Giuntini e Cristina Puccinelli, ispirandosi all'omonimo libro di Beniamino Placido, hanno creato questa nuovo evento che, in collaborazione con Confcommercio di Lucca e Massa Carrara e con il Centro Commerciale Natural, ha omaggiato per la prima volta 9 grandi film con la costruzione di performance di teatro e teatro danza, allestimenti scenografici, costumi e il coinvolgimento attivo del pubblico. Gli interni dei 9 locali sono stati allestiti ognuno ispirandosi ad un grande film della storia del cinema. Dalle ore 19:00 fino all'una di notte gli esercenti hanno messo in scena, all'interno e all'esterno dei propri locali, delle performance attoriali e/o di danza di alcuni minuti che, ripetute per tutta la sera, hanno omaggiato il film scelto. Il film in questione è anche stato proiettato anche dentro i locali continuativamente per tutta la settimana del Festival, registrando inoltre una stima di 8000 presenze di pubblico in corrispondenza delle performance realizzate, secondo quanto attesta Ascom Confcommercio Lucca e Massa Carrara.
In seguito al successo di tale edizione è stata fortemente incentivata, facendone un punto di sviluppo strategico sul lungo periodo della manifestazione, la vocazione alla produzione e realizzazione di mostre e attività multidisciplinari. Nel 2014 è stato creato infatti, grazie all'individuazione di specifici sponsor, il settore "mostre del Festival", e sono state realizzate due mostre in anteprima italiana con opere fotografiche e litografiche realizzate da David Lynch, che per l'occasione ha realizzato anche la locandina della manifestazione. Lo stesso anno gli organizzatori hanno avviato una serie di progetti legati al tema "Cinema e Musica". Una prima occasione per la realizzazione di un progetto internazionale su questo tema è stato il concerto delle musiche di Angelo Badalamenti, eseguite dall'orchestra sinfonica del Conservatorio Luigi Boccherini, diretta dal Maestro Gianpaolo Mazzoli.
A partire dal 2014 è stato strutturato un omaggio per tutti i grandi maestri del cinema ospitati al Festival, con una formula che prevede la consegna del premio alla carriera durante una serata di gala, una masterclass mattutina durante la settimana di svolgimento della manifestazione (per facilitare anche la presenza delle scuole) e infine una conferenza stampa.
Il Festival ha attivato nel tempo collaborazioni con istituzioni culturali della Provincia, come la Fondazione Giacomo Puccini di Lucca, che dal 2014 assegna annualmente  insieme al festival un riconoscimento ("Onorificenza dalla Fondazione Puccini per la promozione del Maestro nel mondo") agli ospiti della manifestazione che abbiano promosso o celebrato Giacomo Puccini. Nel 2014 l'Onorificenza è stata conferita a David Lynch.
L'evento di chiusura della seconda edizione di "Lucca Effetto Cinema" ha raddoppiato tutti i suoi numeri rispetto all'edizione 2013, passando da 9 a 17 locali e affinando il suo format con la creazione di 5 zone geografiche cittadine abbinate ad altrettante aree tematiche, per arrivare ad attirare in una sola sera un pubblico (quantificato dal Comune di Lucca e da Ascom Confcommercio Lucca) di 30 mila persone.
La direzione del Festival, gli sponsor e le istituzioni cittadine hanno coordinato e concordato una strategia di redistribuzione dei grandi eventi nell'area provinciale, cosa che ha comportato lo spostamento del festival da settembre alla primavera. All'inizio del 2015 è avvenuto un altro fondamentale passaggio per l'ampliamento e il consolidamento della manifestazione che ha visto il sodalizio del Lucca Film Festival con EuropaCinema, lo storico Festival del cinema di Viareggio, caduto in disgrazia a causa dei quattro commissariamenti ravvicinati subiti dal Comune di Viareggio. EuropaCinema arriva infatti a non essere realizzato nel 2014 e il Comune di Viareggio ha formalmente interpellato il Lucca Film Festival al fine di recuperare e dare nuovamente centralità alla importante storia e tradizione della manifestazione. Il 28 gennaio 2015 è stato firmato con il Comune di Viareggio un primo protocollo di intesa, che per tre anni garantisce l'organizzazione di Europa Cinema all'Associazione culturale VI(S)TA NOVA. Il Festival ha conseguentemente mutato il proprio nome ed è divenuto pertanto "Lucca Film Festival e Europa Cinema". Nel 2015 è stato realizzato un programma inedito che ha previsto attività in contemporanea svolte tra Lucca e Viareggio, con ospiti come David Cronenberg, Jeremy Irons, Terry Gilliam, Alfonso Cuaron e Matteo Garrone. Nel 2015 inoltre, è stato notevolmente incrementato l'investimento nel settore mostre, con la realizzazione di ben 5 mostre dedicate a David Cronenberg, ed è stata avviata la collaborazione con il Comitato Nuovi Eventi per Lucca, il quale, coordinandosi con il reparto mostre interno al Festival, è diventato il soggetto produttore e organizzatore delle suddette mostre. Il Comitato ha pertanto iniziato a sostenere tutte le spese annesse e connesse alla realizzazione delle attività espositive del Festival.
Il 2015 ha anche visto un incremento di investimenti per la festa a conclusione del Festival, che dai 17 locali del 2014 sono arrivati a 40 nel 2015, raddoppiando anche le aree tematiche (da 5 a 10), potenziando ulteriormente il format con l'ingresso delle Main Performances (che vedono l'ingresso in produzione della Fondazione Giacomo Puccini e della Fondazione Giuseppe Lazzareschi) e l'ideazione di un Main Event, realizzato in collaborazione con il regista Terry Gilliam. Un Main Event in piazza Anfiteatro che ha visto la trasformazione della piazza stessa in un'installazione a cielo aperto, progettata dallo scenografo Valerio Romano (già al lavoro con Tornatore su "La migliore offerta"), supervisionata dallo stesso Gilliam e ispirata alla sua filmografia, coinvolgendo tutti i locali della piazza e più di 150 performer solo in loco: il "Terry Gilliam's Movie Circus".
Il tema "Cinema e Musica" si è concretizzato quell'anno grazie ad un concerto sinfonico orchestrale delle musica di Howard Shore scritte per David Cronenberg, ma anche tramite una progettualità didattica avviata in autunno: la prima edizione del Master M.A.I. (Musica Applicata all'Immagine). Il Master, organizzato dal Conservatorio Luigi Boccherini di Lucca insieme al Festival, è stato il primo in Italia di questa tipologia.
Nell'edizione 2016 si è registrata la presenza di grandi artisti come George Romero, William Friedkin, Paolo Sorrentino e Marco Bellocchio. A finanziare la manifestazione, oltre alla Fcrl, si sono aggiunti sponsor internazionali come il gruppo bancario svizzero Pictet e la Banca Société Générale, e altri sostenitori sul territorio come il Private Banker di Banca Generali di Paolo Tacchi. Tale edizione è arrivata anche nella città di Barga, dove è stata allestita una mostra dedicata allo scrittore e regista barghigiano Gualtiero Jacopetti, autore negli anni Sessanta del noto documentario "Mondo Cane". Sempre nel 2016 è stato creato il Concorso di Lungometraggi con 12 film in anteprima italiana o europea provenienti da tutto il mondo, ed è stato inoltre creata la sezione di anteprime italiane fuori concorso, inaugurata con tre film presentati sia a Lucca che a Viareggio, fra i quali anche l'anteprima del film di Ruggero Deodato .
È cresciuta negli anni anche la portata del concorso di Cortometraggi, nato nel 2005.
Nel tempo si è consolidato anche il reparto mostre del Festival, con 4 mostre fra Lucca, Viareggio e Barga prodotte dal Comitato Nuovi Eventi e presentate in anteprima italiana. Contemporaneamente sono rimaste di prioritaria importanza la creazione di condizioni per la crescita dell'evento Lucca Effetto Cinema, che nel 2016 ha attivato nuove importanti collaborazioni, sia nazionali che internazionali. L'evento del 2016 ha visto infatti la curatela di George Romero per l'allestimento della Cittadella Zombi a lui dedicata. È stata inoltre realizzata una prima edizione sperimentale di Lucca Effetto Cinema a Viareggio, nella forma di una festa di apertura a tema cinematografico.
L'edizione 2016 è stata caratterizzata inoltre dall'inaugurazione della sezione dedicata ai prodotti audiovisivi con tecnologia a 360°. L'attenzione del Festival per questa nuova frontiera tecnologica e linguistica è iniziata sviluppando una collaborazione con il Festival della Didattica Digitale, che si è concretizzata nella produzione congiunta del primo cortometraggio documentario su Lucca girato a 360°.
A segnare il passaggio dal 2015 al 2016 è stata anche l'apertura del Festival a progetti produttivi e co-produttivi nell'ambito dell'audiovisivo. Nel 2016, in co-produzione con la Fondazione Giacomo Puccini, è stato realizzato il documentario "Puccini by William Friedkin", con protagonista il premio oscar americano.
Nel 2016 anno è iniziata la produzione di un documentario su Zeffirino Poli, figurinaio che da Coreglia Antelminelli (Provincia di Lucca) emigrò a New Haven e divenne uno dei pionieri della nascita del cinema e dell'industria cinematografica americana indipendente. Il documentario, intitolato Mister Wonderland , co-prodotto da Regione Toscana, Fondazione Cassa di Risparmio di Lucca, Associazione Lucchesi nel mondo e Fondazione Paolo Cresci, è stato presentato in anteprima mondiale dentro il concorso del Festival dei Popoli 2019, dove ha vinto il premio Cinemimo.
La sezione "Cinema e Musica" nel 2016 ha ospitato un progetto intitolato "Cinemagic", realizzato con il coinvolgimento di alcuni studenti del Master M.A.I. nella produzione dello spettacolo Cinemagic. Inoltre lo studente del Master M.A.I. Stefano Teani ha svolto il suo tirocinio post master presso il Festival per la realizzazione della musiche originali del documentario Puccini by William Friedkin e l'esecuzione delle musiche di Giacomo Puccini nello stesso film. I dati delle presenze, registrati internamente e incrociati con quelli resi pubblici da Ascom Confcommercio di Lucca, hanno indicato per il 2016 una partecipazione a tutte le attività del Festival, comprese le mostre e le feste di apertura e chiusura, di 60.579 persone.
Nel 2017 è stato allestito il primo Red Carpet del Festival nella location di Piazza del Giglio e gli artisti che lo hanno percorso sono stati numerosi come ad esempio Oliver Stone, Willem Dafoe, Sergio Castellitto e Valeria Golino. La musica è stata protagonista di un concerto con sonorizzazione live della proiezione del capolavoro di Yasujirō Ozu "Storia di erbe fluttuanti" (1934), in collaborazione con l'Istituto Luigi Boccherini di Lucca e con il Museo Maxxi di Roma. L'esecuzione della colonna sonora, scritta dal Maestro Fulvio Pietramala e dal Maestro GianPaolo Mazzoli, è stata realizzata tenendo conto delle scale pentatoniche della tradizione giapponese, ottenendo sonorità orientali anche attraverso l'uso di strumenti originali.
Durante l'edizione 2017 la manifestazione è arrivata a presentare 7 film fuori concorso in anteprima italiana o europea, fra cui si ricordano l'anteprima europea di "The Headhunter's Calling" diretto da Mark Williams, con la presentazione di Willem Dafoe, ma anche Anteprima italiana di "L'altro volto della speranza" di Aki Kaurismäki e di "Personal Shopper" di Olivier Assayas, sempre alla presenza del regista. Lo stesso anno il Festival ha iniziato ad aprirsi alla serialità televisiva ed ha visto avviarsi una collaborazione con Sky Atlantic. David Lynch, inoltre, è tornato al Festival per presentare le prime due puntate di "Twin Peaks 3" in anteprima italiana. La sezione espositiva di tale edizione ha visto l'avvio di una collaborazione biennale con il Centro sperimentale di cinematografia, con il quale è stata realizzata una prima mostra in onore a Federico Fellini ed al suo film mai realizzato, "Il viaggio di Mastorna". Gli studenti del Centro Sperimentale hanno realizzato 50 tavole ispirate agli scritti di Fellini ed è stata creata una mostra inedita presso gli spazi della Galleria D'Arte Moderna e Contemporanea di Viareggio.
Nel 2017 è stata avviata la lavorazione di un documentario sul pittore lucchese Antonio Possenti, scomparso nel 2016. Il documentario, intitolato "Storie di Altromare – Omaggio ad Antonio Possenti", è stato terminato l'anno successivo e presentato in anteprima mondiale durante l'edizione 2018.
La sezione Lucca Effetto Cinema ha accresciuto la sua partecipazione anno dopo anno e nel 2017 edizione sono stati istituti due nuovi premi, il premio miglior scenografie e migliore performance. I dati delle presenze, registrati internamente e incrociati con quelli resi pubblici da Ascom Confcommercio Lucca, hanno indicato una partecipazione a tutte le attività del festival, comprese le mostre e Lucca Effetto Cinema, di 67.188 persone.
Nel 2018 e nel 2019 il Festival ha ampliato la sua dimensione internazionale e multidisciplinare e ha sviluppato ulteriormente il Concorso di Lungometraggi in anteprima europea o italiana, con una selezione realizzata dello staff interno e dai collaboratori esterni del Festival, nella prospettiva di coinvolgere giurati autorevoli, come l'attore Rutger Hauer e il regista Philip Groning per l'edizione 2019.
Si è consolidata anche la selezione di film fuori concorso in anteprima italiana, ospitando film che si accompagnano alla presenza di un ospite internazionale, come nel caso del film The Happy Prince alla presenza di Rupert Everett oppure del film Ghost Stories alla presenza di Martin Freeman nel 2018, ma anche con Joe Dante e Mick Garris (Nightmare Cinema), Michel Ocelot (Dilili à Paris) e Rutger Hauer nel 2019. Le case di distribuzione cinematografiche hanno cominciato a collaborare con il Festival per creare delle anteprime, talvolta anche performative.
Nella prospettiva di dare alla manifestazione un respiro sempre più internazionale, nel 2018 il Festival è entrato a far parte della rete internazionale "Film for our Future Network", composta da 10 festival europei, dedicata a diffondere e promuovere le tematiche dei 17 obiettivi contenuti nell'Agenda Onu 2030. Ogni anno il Festival svolge proiezioni e incontri che affrontano le suddette tematiche e partecipa attivante alle attività messe in atto dagli altri aderenti alla rete durante il corso dell'anno.
Sempre in linea con gli obiettivi Onu 2030, nel 2019, il Festival ha stretto una partnership con la Fondazione Robert F. Kennedy Italia, insieme alla quale è stato ideato uno specifico programma dedicato ad Europa Cinema e Viareggio, incentrato sul tema dei diritti umani.
Un'altra collaborazione internazionale avviata durante questa edizione è stata quella con il CICT/UNESCO. In questo contesto, il regista Alfonso Cuarón è salito sul palco della manifestazione per consegnare la Medaglia Fellini al regista Paolo Taviani, per la seconda volta ospite al Festival.
Nel biennio 2018-2019 il festival ha ottenuto tramite bando nuovi finanziamenti da parte della Regione Toscana e MIBACT. Sono state realizzate attività anche nella città di Pisa, presso gli spazi e in collaborazione con Manifattura Digitale di Pisa e il Cinema Arsenale, con masterclass e proiezioni alla presenza di autori internazionali.
Nell'ambito dei progetti e delle collaborazioni internazionali, il 2018-2019 è stato un periodo fondamentale per lo sviluppo del lungometraggio scritto da Peter Greenaway ambientato a Lucca, il sopra citato "Lucca Mortis".
Nel 2020, a causa dell'epidemia di CO-vid 19, il festival ha trasmesso online una parte della manifestazione, caratterizzata sia da proiezioni online e che da dirette streaming. Grazie alla collaborazione con Più Compagnia, la sala virtuale del cinema La Compagnia di Fondazione Sistema Toscana sono stati proiettati online i film dei concorsi internazionali di lungometraggi e cortometraggi durante il periodo di svolgimento del Festival. Nonostante la crisi sanitaria, il festival ha richiamato un pubblico eterogeneo sia di prossimità che appartenente anche ai media e professionisti dell'industria audiovisiva nazionale e internazionale. Le attività della sezione educational sono state prealizzate anche grazie ad incontri virtuali e proiezioni in streaming (o on demand) per le scuole partecipanti. I film proiettati sono stati messi a disposizione degli studenti in modalità on demand per tutta la durata del Festival in modo da consentirne la visione prima o dopo gli incontri con gli esperti del settore cinema e anche oltre l'orario scolastico. L'edizione 2020, al fine di trovare il migliore periodo possibile per uno svolgimento misto in presenza e online, si è svolta a fine settembre e ha visto la presenza di ospiti internazionali come Matt Dillon, Thomas Vinterberg e Lech Majewski, che hanno ricevuto il premio alla carriera .
Al fine di coinvolgere un pubblico sempre maggiore ed implementare il format delle proiezioni online, inaugurato nella precedente edizione del Festival, per l'Edizione 2021 i film selezionati al Concorso Internazionale di Cortometraggi sono stati proiettati online sulla piattaforma Festival Scope, accessibile in tutto il mondo,  grazie ad un sistema di sale virtuali ad accesso  gratuito; le stesse modalità di accesso sono state riservate per le proiezioni online  del Concorso Internazionale di lungometraggi, visibili sul sito Mymovies.it per tutta la durata della manifestazione. Tutti gli eventi del Festival 2021 sono stati fruibili contemporaneamente sul canale Facebook, Youtube, Twitch e sul sito della manifestazione.
Nel 2021 è stata avviata la collaborazione con la rete di scuole e istituzioni cinematografiche internazionali Film School Network e con l'iscrizione del Festival nella Rete EURASF European Academy of Science Film, composta da festival sensibili alle tematiche scientifiche. Per la prima volta il Festival ha ospitato a Lucca docenti e studenti provenienti da scuole europee di Film School Network con la premiazione del miglior cortometraggio realizzato degli studenti. Il Festival ha proseguito la collaborazione con la rete Film For Our Future anche nell'edizione 2021.
Nel 2021 la manifestazione ha celebrato la produzione cinematografica italiana contemporanea, con la reunion del cast "Mediterraneo" di Gabriele Salvatores a 30 anni dall'uscita e un omaggio a Nino Manfredi in occasione dei 100 anni della sua nascita.
L'edizione 2021 del Festival ha visto inoltre una masterclass del regista russo Aleksandr Sokurov, che ha successivamente ricevuto il premio alla carriera. Tra gli ospiti: gli attori Silvio Orlando e Alba Rohrwacher (online); il cantante e attore Lodo Guenzi (al suo debutto cinematografico) e  il cineasta Michelangelo Frammartino (che ha presentato il suo film Il Buco). Sono stati organizzati un omaggio a Ezio Bosso e un evento insieme al comico Lillo in collaborazione con ANEC. Per la sezione cinema e arte, presso la chiesa di San Cristoforo è stata allestita una mostra dell'artista Pier Toffoletti.
Dal 2022 il Festival torna a svolgere la sua attività esclusivamente a Lucca e il titolo della manifestazione torna ad essere Lucca Film Festival.
Nel 2022 sono stati ospiti il regista argentino Gaspar Noé, Giuseppe Tornatore, Paolo Virzì con il film Siccità, l'attore Salvatore Ficarra nelle vesti di co-sceneggiatore con il film Spaccaossa e, ancora una volta, il regista Peter Greenaway.
L'edizione 2023 ha visto assegnare il Premio alla Carriera del festival al Premio Oscar Susan Sarandon. L'attrice americana è stata protagonista di una masterclass nella chiesa di San Francesco. Isabelle Huppert è stata la diva di una masterclass moderata da Gabriele Rizza e di una speciale serata dedicata all'uscita del suo nuovo film La syndicaliste, durante la quale le è stato assegnato il Premio alla Carriera. Il regista Mario Martone ha ricevuto il Premio alla Carriera nel corso di una serata di gala a lui dedicata e si è raccontato in una masterclass. Martone ha inoltre incontrato le scuole e ha presentato agli studenti la proiezione del film omaggio a Leopardi Il giovane favoloso. Altro ospite il regista e premio Oscar Gabriele Salvatores, protagonista di una masterclass. In una veste insolita è stato presentato al pubblico del festival il noto attore Kim Rossi Stuart, che è stato celebrato per il suo percorso da regista e ha introdotto il suo ultimo lavoro, Brado, presso il Cinema Astra, dove è stato premiato con il Premio alla Carriera. Gli altri film diretti da Stuart sono stati al centro della masterclass moderata da Boris Sollazzo e svoltasi sempre al Cinema Astra. La madrina dell'edizione 2023, Stefania Sandrelli, ha ricevuto il Premio alla Carriera e il premio Outstanding Woman in Film Award, quest'ultimo  organizzato insieme all'associazione Donne all'Ultimo Grido. Fra le novità dell'edizione 2023 anche l'assegnazione del Premio alla Carriera a un grande creativo, imprenditore e produttore italiano. Il primo a riceverlo è stato l'artista e fondatore di Magnitudo film Francesco Invernizzi, che ha presentato alcuni documentari da lui prodotti all'interno della sezione Arte&Cinema&Musica.
Un variegato gruppo di rinomati artisti ha animato le giornate del Lucca Film Festival 2024, da Chiara Mastroianni, madrina del festival, a Paul Schrader, Ethan Hawke, Matthew Modine, Pupi Avati, Ruben Östlund, Tonino De Bernardi, Massimo Gaudioso, Federico Cesari, Francesco Costabile, Francesco Di Leva, Francesco Gheghi, fino a Carolina Crescentini, che ha presieduto la giuria del concorso LFF for Future. Dalla mostra dedicata a Marcello Mastroianni a numerose proiezioni per un totale di oltre 150 film e di 50 opere in anteprima italiana, provenienti da tutto il mondo, tra cui 12 lungometraggi, 12 cortometraggi, 10 corti a tema ambientale LFF For Future, 10 opere prime italiane per Buona la prima!.

## Edizioni
Tutte le edizioni in dettaglio dal 2005 ad oggi:
- Edizione 2005
- Edizione 2006
- Edizione 2007
- Edizione 2008
- Edizione 2009
- Edizione 2010
- Edizione 2011
- Edizione 2012
- Edizione 2013
- Edizione 2014
- Edizione 2015
- Edizione 2016
- Edizione 2017
- Edizione 2018
- Edizione 2019
- Edizione 2020
- Edizione 2021
- Edizione 2022

## Concorso internazionale di cortometraggi
Competizione tra più di 500 opere provenienti da tutto il mondo e selezionate presso i più importanti festival cinematografici. Il concorso è suddiviso in 4 sezioni: Fiction, Documentario, Sperimentale e di Animazione. La selezione finale è stata giudicata da una Giuria di esperti internazionale.
| Anno | Titolo                                | Regista                                                    | Paese |
| ---- | ------------------------------------- | ---------------------------------------------------------- | ----- |
| 2007 | De Sortie                             | Thomas Salvador                                            | FR    |
| 2008 | Vertigo Rush                          | Johann Lurf                                                | AU    |
| 2009 | Cada cuatro fotogramas                | Alberto Cabrera Bernal                                     | ES    |
| 2010 | Licht                                 | André Schreuders                                           | NL    |
| 2011 | Song                                  | Eponine Momenceau                                          | FR    |
| 2012 | Go burning Atacama Go                 | Alberto Gemmi                                              | IT/DE |
| 2013 | Studio per interno con figure e suoni | Rick Niebe                                                 | IT    |
|      | Ex aequo: Mirror by mirror            | Sergei Sviatchenko e Noriko Okaku                          | DK/UK |
| 2014 | Red Mill                              | Esther Urlus                                               | NL    |
| 2015 | Jazz For a massacre                   | Leonardo Carrano e Giuseppe Spina                          | IT/PL |
| 2016 | Black Code                            | Louis Henderson                                            | EN/FR |
| 2017 | Death in a day                        | Lin Wang                                                   | USA   |
| 2018 | Hoissuru                              | Armand Rovira                                              | ES    |
| 2019 | Les Enfants du Rivage                 | Amelia Nanni                                               | BL    |
| 2020 | Anche gli uomini hanno fame           | Francesco Lorusso, Gabriele Licchelli e Andrea Settembrini | IT    |
| 2021 | Monachopsis                           | Liesbet Van Loon                                           | BL    |
| 2022 | K-Saram                               | Alisa Berger                                               | UKR   |

## Concorso Internazionale di Lungometraggi
Nel 2016 si è tenuta la prima edizione del Concorso Internazionale di Lungometraggi del Lucca Film Festival e EuropaCinema. il vincitore è stato l'iraniano Sina Ataeian Dena con il film Paradise. Il concorso seleziona film in anteprima italiana provenienti da tutto il mondo con una straordinaria molteplicità di generi, linguaggi e contenuti. Il festival ha ospitato le opere di alcuni tra i giovani autori più talentuosi del cinema indipendente con opere che arrivano direttamente dai più interessanti festival internazionali, come Cannes, Sundance, Locarno, Berlino, Slamdance e Rotterdam. Negli anni il concorso ha potuto vantare la presenza in giuria di importanti personalità del mondo del cinema come: Rutger Hauer, Philip Gröning, Cristi Puiu, Claudio Giovannesi, Daniele Ciprì, Massimo Gaudioso, Massimo Cantini Parrini e molti altri.
| Anno | Titolo                                                                           | Regista                | Presidente della giuria | Paese           |
| ---- | -------------------------------------------------------------------------------- | ---------------------- | ----------------------- | --------------- |
| 2016 | Paradise (Ma dar behesht)                                                        | Sina Ataeian Dena      | Paulo Branco            | Ira/Ger         |
| 2017 | By the time it gets dark (Dao khanong)                                           | Anocha Suwichakornpong | Cristi Puiu             | Tha/Fra/Qat/Ola |
| 2018 | The Cannibal Club (O Clube dos Canibais)                                         | Guto Parente           | Daniele Gaglianone      | Bra             |
| 2019 | Dollohouse: The Eradication of Female Subjectivity from American Popular Culture | Nicole Brending        | Rutger Hauer            | USA             |
| 2020 | Murmur                                                                           | Heather Young          | Massimo Gaudioso        | Can             |
| 2021 | Copilot (Die Welt wird eine andere sein)                                         | Anne Zohra Berrached   | Massimo Cantini Parrini | Ger/Fra/Leb     |
| 2022 | Yamabuki                                                                         | Juichiro Yamasaki      | Lina Nerli Taviani      | Jp              |

## I luoghi del festival
Proiezioni
- Cinema Centrale – in collaborazione con il Circolo del Cinema di Lucca - Via di Poggio 36
- Cinema Astra - Piazza del Giglio 7
- Cinema Moderno - Via Vittorio Emanuele II
- Auditorium Fondazione Banca del Monte - Lucca
- Auditorium Vincenzo da Massa Carrara - Lucca

Mostre
- Fondazione Carlo Ludovico Ragghianti - Complesso di S. Micheletto[80] - Via San Micheletto 3 Ingresso gratuito.
- Fondazione Banca del Monte - Auditorium - Piazza S.Martino 4 Ingresso gratuito.
- Lu.CCA - Lucca Center of Contemporary Art - Via della Fratta 36
- Centro Culturale Agorà - Piazza dei Servi
- Ex Convento di San Francesco[81][82] - Piazza San Francesco
- Archivio di Stato di Lucca[83] - Via dei Pubblici Macelli 155
- Galleria Olio su Tavola
- GAMC